# Pisco (distrito)
Pisco é um dos oito distritos que formam a província de Pisco, região de Ica, sul do Peru.
Pisco possui uma população de 54.193 habitantes (estimativa 2005) e uma área de 24,92 km², perfazendo uma densidade demográfica de 2.174,7 hab./km².
Alcalde (2007-2010): Juan Enrique Mendoza Uribe

## Transporte
O distrito de Pisco é servido pela seguinte rodovia:
- PE-1SF, que liga o distrito à cidade de Paracas
- PE-1SE, que liga o distrito de Chincha Alta à cidade de Paracas
- PE-1S, que liga o distrito de Lima (Província de Lima à cidade de Tacna (Região de Tacna - Posto La Concordia (Fronteira Chile-Peru) - e a rodovia chilena Ruta CH-5 (Rodovia Pan-Americana) [1][2][3]